# PEG-Fällung

Struktureinheit des PEG

Die PEG-Fällung ist eine biochemische Methode zur Fällung von Proteinen und Plasmid-DNA aus einer Lösung mit Hilfe von Polyethylenglykol (PEG). Aufgrund der geringen Kosten ist sie eine der meistverwendeten Methoden zur Anreicherung von Proteinen in größerem Maßstab.

## Prinzip
Die PEG-Fällung eignet sich aufgrund der geringen Kosten als erster Aufreinigungsschritt im Zuge einer Proteinreinigung, um Proteine und Plasmide von anderen Biomolekülen zu trennen. Die Fällung erfolgt über einen Wasserentzug und den hydrophoben Effekt, weshalb diese Fällung eine Aussalzung von Proteinen aus einer Lösung darstellt, auch wenn PEG kein Salz ist. PEG-Konzentrationen von bis zu 30 % (m/V) an PEG-4000 oder PEG-6000 werden verwendet. Dabei werden die Proteine nicht denaturiert. Ohne Entsalzungsschritt können die Proteine durch eine Ionenaustauschchromatographie vom PEG getrennt werden. Bei Verwendung von PEG-400 kann auch eine Dialyse zur Entfernung des PEG eingesetzt werden.
Alternative Fällungen sind die Ammoniumsulfat-Fällung, die TCA-Fällung (denaturierend), die Ethanolfällung (denaturierend) und die Hitzefällung (denaturierend). Alternative nicht-denaturierende Verfahren sind Chromatographie-basiert.